# Lingue barito occidentali
Le lingue barito occidentali sono un sottogruppo del ramo lingue maleo-polinesiache delle lingue austronesiane.
Sono parlate nel Borneo, sulle isole Kalimantan, ed in Indonesia.

## Classificazione
La classificazione delle lingue barito orientali resta discussa. Infatti, spesso, queste lingue sono presentate come apparentate agli altri gruppi di lingue barito del Borneo, formando un gruppo unico: lingue gran barito.
Questa parentela tra i gruppi barito non è accettata dai linguisti Malcolm Ross ed Adelaar. Per loro, le lingue barito occidentali, come le lingue barito-mahakam e le lingue barito orientali, formano sottogruppi diversi del gruppo di lingue maleo-polinesiache occidentali.
Anche Blust esclude le lingue barito dal suo gruppo: lingue del Borneo settentrionale, come altri gruppi presenti sull'isola, quali, le lingue dayak di terra e le lingue kayanik.

## Lista delle lingue
Le lingue barito occidentali sono:
- lingue del Nord
  - Lingua kohin [codice ISO 639-3 kkx]
  - Lingua ot danum [otd]
  - Lingua siang [sya]
- lingue del Sud
  - Lingua bakumpai [bkr]
  - Lingua ngaju [nij]